# Peperomia urocarpa
Peperomia urocarpa là một loài thực vật có hoa trong họ Hồ tiêu. Loài này được Fisch. & C.A.Mey. miêu tả khoa học đầu tiên năm 1838.